# Ioan-Aurel Pop
Ioan-Aurel Pop (Sântioana, 1º gennaio 1955) è uno storico rumeno specializzato nella storia della Romania.
Pop è stato nominato professore di storia all'Università Babeș-Bolyai nel 1996 e, da allora, è altresì presidente del Dipartimento di Storia medievale e Storia dell'arte premoderna dell'Università Babeș-Bolyai. Dal 2012, Pop è rettore dell'Università Babeș-Bolyai, mentre nel 2018 è stato eletto presidente dell'Accademia rumena.
Il suo lavoro si concentra sulla ricerca della storia medievale dei romeni e dell'Europa centrale e sudorientale, comprese le istituzioni medievali romene, le formazioni politiche romeno-slave in Transilvania, le relazioni dei romeni della Transilvania con lo spazio romeno extra-carpatico, l'influenza bizantina sui romeni, le relazioni della Transilvania con l'Europa centrale e occidentale e la struttura etnica e confessionale della Transilvania. A livello di collocazione politica, si definisce un nazionalista. Dopo la messa in commercio del libro History and myth in the Romanian consciousness ("Storia e mito nella coscienza romena") dello storico conterraneo Lucian Boia, Pop ha pubblicato un testo in risposta nel quale rigettava parzialmente le tesi decostruttiviste elaborate dallo storico di Bucarest. Ha inoltre curato la realizzazione di testi scolastici in formato alternativo per le scuole superiori.

## Biografia

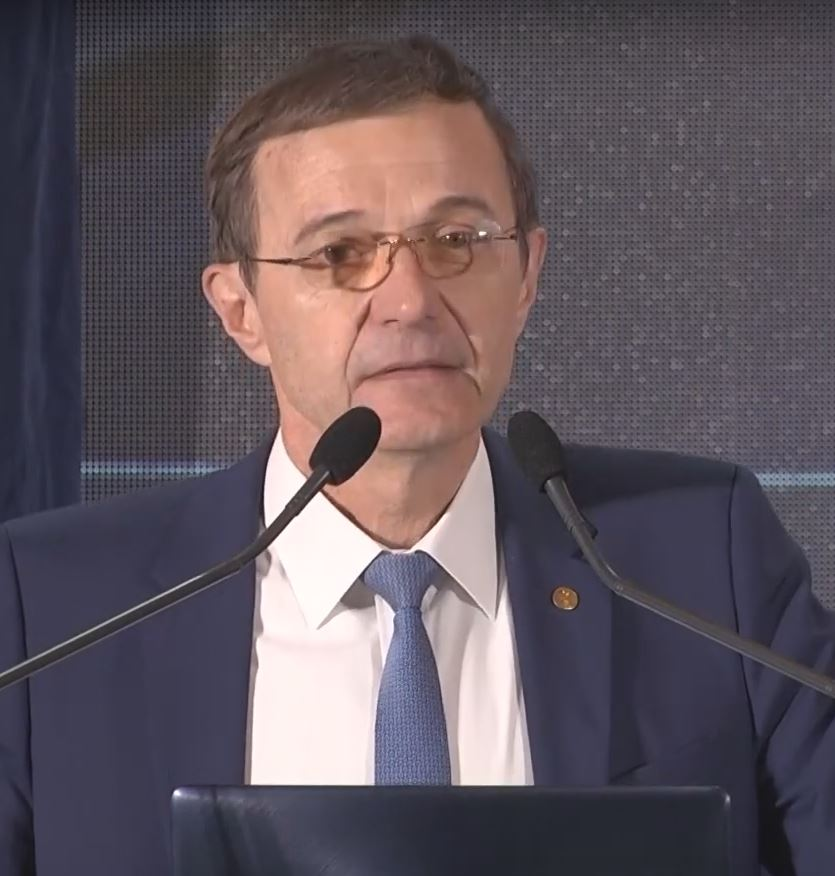
Ioan-Aurel Pop durante una conferenza nel 2019

Pop è nato a Sântioana, nel distretto di Cluj allora facente capo alla Repubblica Socialista di Romania. Ha frequentato la scuola a Brașov e in seguito, dopo aver completato il servizio militare obbligatorio, ha studiato storia medievale tra il 1975 e il 1979 all'Università Babeș-Bolyai di Cluj-Napoca.
Ha conseguito il dottorato di ricerca in storia nel 1989, realizzando una tesi su Le assemblee cenesiali della Transilvania nei secoli XIV-XVI.
Nel 2010 Pop è stato insignito dall'allora presidente della Romania, Traian Băsescu, dell'Ordine al Merito Culturale con il grado di Cavaliere. Nel 2015 è stato insignito dell'Ordine della Stella di Romania, al grado di Cavaliere. Nel 2020 ha ricevuto per mano di Margherita di Romania l'onorificenza dell'Ordine della Corona di Romania al grado di Commendatore. A parte ovviamente il romeno, è in grado di esprimersi correttamente in lingua inglese, francese, italiana, tedesca e ungherese.